# Chlorophorus amami
Chlorophorus amami là một loài bọ cánh cứng trong họ Cerambycidae.